# Фалькенхаузен, Людвиг фон

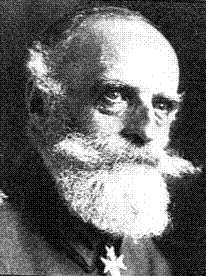
Людвиг фон Фалькенхаузен

Барон Людвиг Александр Фридрих Август Филипп фон Фалькенха́узен (нем. Ludwig Alexander Friedrich August Philipp Freiherr von Falkenhausen; 13 сентября 1844, Губен — 4 мая 1936, Гёрлиц) — немецкий генерал, барон. В 1917—1918 годах был генерал-губернатор Бельгии.

## Биография
Родился в семье генерал-лейтенанта Александра фон Фалькенхаузена. В армии с 1862 года.
Участвовал в Австро-прусской войне 1866 года и Франко-прусской войне 1870—1871.
Служил в Генштабе и Военном министерстве. С 1899 года командир XIII (Вюртембергского) армейского корпуса. В 1902 году ушёл вышел в отставку.
С началом Первой мировой войны вернулся на службу и был назначен командиром армейской группы «Фалькенхаузен» в составе 6-й армии генерала Рупрехта Баварского. В сентябре 1914 года на базе его группы создано армейское управление, командиром которого назначен Фалькенхаузен.
С апреля 1916 года — начальник Командования береговой обороны Северной Германии. С августа 1916 года — командовал 6-й армией на севере Франции. С 21 апреля 1917 года — генерал-губернатор Бельгии. Ушел в отставку в ноябре 1918 года.

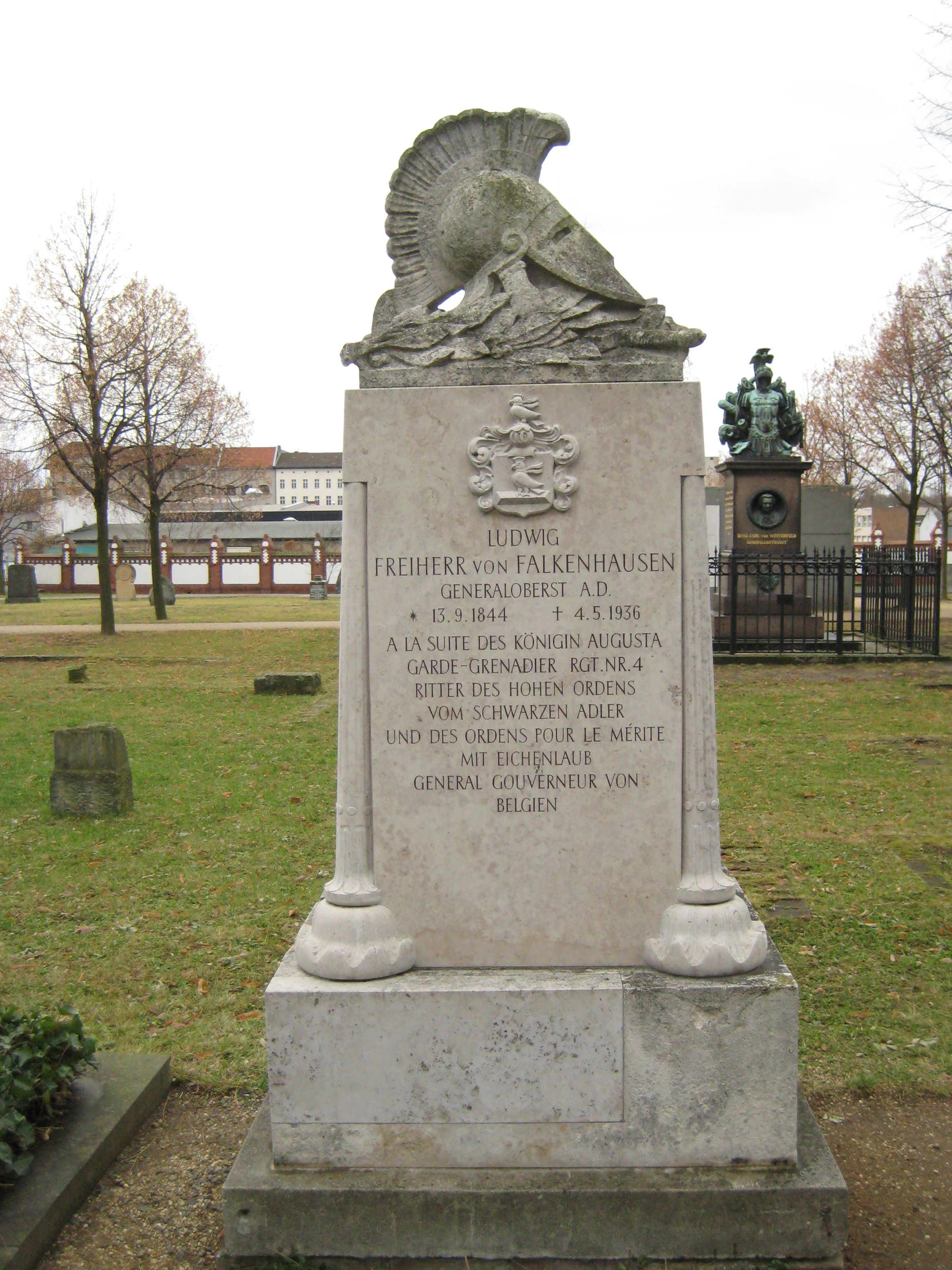
Могила генерала

## Награды
- Орден Pour le Mérite (1915)
- Дубовые ветви к ордену Pour le Mérite (1916)